# Самити (заповідне урочище)
Самити — лісове заповідне урочище в Україні. Розташоване в межах Сарненського району Рівненської області, на північ від села Обсіч.
Площа 3 га. Статус присвоєно згідно з рішенням Рівненського облвиконкому № 33 від 28.02.1995 року. Перебуває у віданні ДП «Остківський лісгосп» (Дубнівське л-во, кв. 6, вид.  6).
Статус присвоєно для збереження частини лісового масиву з цінними насадженнями дуба.